# 이비 레피크
이비 레피크(에스토니아어: Iivi Lepik, 1942년 8월 11일 ~ )는 에스토니아의 배우이다.